# Армагеддон в ретроспективе
«Армагеддон в ретроспективе» (англ. Armageddon in retrospect) — собрание коротких рассказов фантаста Курта Воннегута, изданное в 2008 году, первый посмертный сборник рассказов автора. В книге содержится вступление, написанное Марком Воннегутом, и письмо Курта семье о пережитом опыте пленения.
Список рассказов сборника:
1. Выступление в Клаус-холле, Индианополис, 27 апреля 2007 года (Vonnegut’s Speech at Clowes Hall, Indianapolis, April 2007)
2. От: рядового Курта Воннегута-младшего (Letter from PFC Kurt Vonnegut, Jr., to his family, May 29, 1945)
3. На всех улицах будет плач (Wailing Shall Be in All Streets)
4. Великий день (Great Day)
5. Сначала пушки, потом масло (Guns Before Butter)
6. 1951 год — с днём рождения (Happy Birthday, 1951)
7. Больше жизни (Brighten Up)
8. Ловушка для единорога (The Unicorn Trap)
9. Неизвестный солдат (Unknown Soldier)
10. Трофей (Spoils)
11. Только ты и я, Сэмми (Just You and Me, Sammy)
12. Стол коменданта (The Commandant’s Desk)
13. Армагеддон в ретроспективе (Armageddon in Retrospect)